# Baltarchaea conica
Baltarchaea conica
Genre
Espèce
Synonymes
- Archaea conica C. L. Koch & Berendt 1854

Baltarchaea conica, unique représentant du genre Baltarchaea, est une espèce fossile d'araignées aranéomorphes de la famille des Archaeidae.

## Distribution
Cette espèce a été découverte dans de l'ambre de la mer Baltique, en Pologne et en Russie. Elle date du Paléogène.

## Publications originales
- C. L. Koch & Berendt 1854 : Die im Bernstein befindlichen Crustaceen, Myriapoden, Arachniden und Apteren der Vorwelt. Die in Berstein befindlichen Organischen Reste der Vorwelt. Berlin, vol. 1, no 2, p. 1-124.
- Eskov, 1992 : Archaeid spiders from Eocene Baltic amber (Chelicerata: Araneida: Arachaeidae) with remarks on the so-called “Gondwanan” ranges of Recent taxa. Neues Jahrbuch für Geologie und Paläontologie, Abhandlungen, vol. 185, p. 311–328.